# راضی کردن یک خانم
راضی کردن یک خانم (انگلیسی: To Please a Lady) فیلمی آمریکایی در سبک درام به کارگردانی کلارنس براون است که در سال ۱۹۵۰ منتشر شد. از بازیگران آن می‌توان به کلارک گیبل، باربارا استانویک، آدولف منژو، اموری پارنل و ویل گیر اشاره کرد.